# Mália

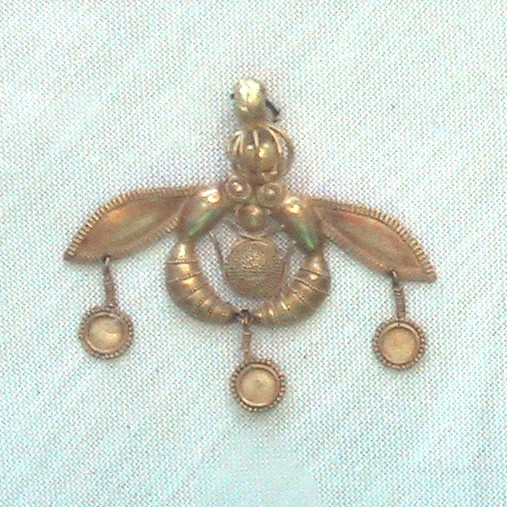
Csüngő Máliából méhszárny-motívummal

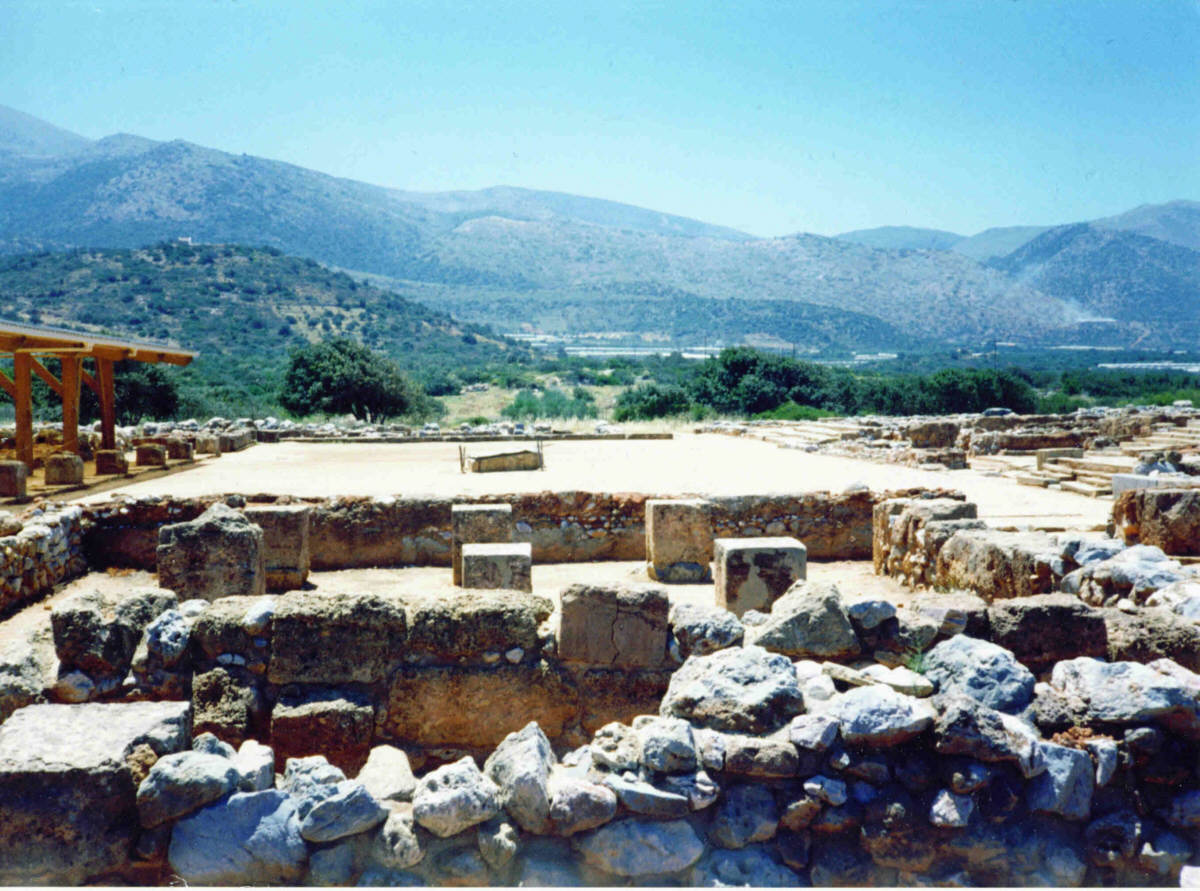
A palota romjai

Mália (görög betűkkel: Mάλια) a közelében lévő modern kori településről elnevezett rommező Kréta északi partján. Knósszosztól mindössze 40 km-re fekszik, mindkét város a krétai művészet fontos lelőhelye. 1921 óta folynak ásatások a kb. 1 km²-nyi helyszínen, bár már 1915-ben megtalálta egy Hadzidakisz nevű görög régész. Napjainkra is a rommezőnek csak egy része teljesen ismert. A feltárt palota Kr. e. 2000 körül épült, a knósszoszi palotának kissé szerényebb változataként. Belső udvara 48×23 méteres. A Kr. e. 17. században ezt is földrengés pusztította, de hamarosan újjáépült. Kr. e. 1450 környékén azonban az újabb bekövetkező természeti csapásokat nem viselte el. A palota pusztulása után is éltek törzsek Mália közelében, tőlük származik az előkerült leletek (bronzedények, agyagedények, vésett kövek és faragványok) döntő többsége. A minószi kori leletek élénk kereskedelemre utalnak.
A terület egy részére a turisták bejárhatnak, speciális hidak vezetnek a romok fölött, kiépített ösvények a falak között. A fontosabb, még feltárás alatt lévő részeket tető védi az eső ellen.

## Fordítás
- Ez a szócikk részben vagy egészben  a   Malia (municipality) című angol Wikipédia-szócikk fordításán alapul.  Az eredeti cikk szerkesztőit annak laptörténete sorolja fel. Ez a jelzés csupán a megfogalmazás eredetét és a szerzői jogokat jelzi, nem szolgál a cikkben szereplő információk forrásmegjelöléseként.